# Quasipaa fasciculispina
Quasipaa fasciculispina är en groddjursart som först beskrevs av Robert F. Inger 1970.  Quasipaa fasciculispina ingår i släktet Quasipaa och familjen Dicroglossidae. IUCN kategoriserar arten globalt som sårbar. Inga underarter finns listade i Catalogue of Life.